# Rozkvit, Berezivka
Rozkvit (în ucraineană Розквіт) este localitatea de reședință a comunei Rozkvit din raionul Berezivka, regiunea Odesa, Ucraina.

## Demografie
Componența lingvistică a localității Rozkvit
     Ucraineană (88,48%)
     Rusă (9,62%)
     Alte limbi (1,15%)
Conform recensământului din 2001, majoritatea populației localității Rozkvit era vorbitoare de ucraineană (88,48%), existând în minoritate și vorbitori de rusă (9,62%).